# Nest (Gemeinde Altlengbach)
Nest ist eine Ortschaft in der Marktgemeinde Altlengbach im Bezirk St. Pölten-Land, Niederösterreich im Tale des Laabenbaches. Die Ortschaft hat 42 Einwohner (Stand 1. Jänner 2024).

## Geografie
Die Ortschaft befindet sich östlich von St. Pölten in den Niederösterreichischen Voralpen und am westlichen Ende des Wienerwaldes.

## Geschichte
Nach der Schreibung von 1515 als Nechst kommt der Name vom Superlativ von nahe. Eine naheliegende Erklärung mit Vogelnest ist daher falsch. Laut Adressbuch von Österreich waren im Jahr 1938 in Nest ein Gastwirt, der Waffenschmied Rudolf Wurzer, der in seiner Firma RWC auch Fahrräder und Motorräder herstellte, und ein Landwirt mit Direktvertrieb ansässig.